# 山出潤一郎
山出 潤一郎（やまいで じゅんいちろう）は、日本のweb・ITクリエイター、編集者、コピーライター、プロジェクトマネージャー。株式会社ズカンドットコム代表取締役。グレースランド代表。女性アイドルグループさくら学院の元生徒会長、山出愛子は姪。

## 略歴
宮崎県小林市生まれ。5歳から20歳まで鹿児島市で育つ。
主に九州でシティ情報くるめ（福岡県久留米市）、生活文化情報誌パームス（宮崎市）など7誌のタウン誌・情報誌の編集長を務める。パソコン通信ニフティサーブの釣りフォーラムでSYSOP（システムオペレーター）を務めたことを機に、釣りとITの領域に関わるようになり、1999年、投稿型図鑑であるWEB魚図鑑を開設。
2001年、釣具の開発・通販サイトのギアラボを開設。2013年には、 WEB図鑑システムの汎用化をめざして株式会社ズカンドットコムを設立し、魚のAI判定アプリ・魚みっけなどをリリース。ソニー、アドビジャパン、ツイッタージャパン、UUUMなどの受託開発を行う一方、商用暗号資産c0ban（コバン）の開発にも関与した。審査員として、コカコーラ・フレッシュサウンズコンテンスト九州大会、ヤマハ・ポピュラーソングコンテスト福岡県大会、宮崎県広報コンクールなど。やまさき十三監督の映画『あさひるばん』（2013）の「あさ」のモデルである。

## 編集者として
編集長を務めた媒体として、シティ情報くるめ、生活文化情報誌パームス、宮崎県JA経済連情報誌『Mモーション』、宮崎県情報誌『Jaja（じゃじゃ）』など。ホットペッパーが登場する10年ほど前の時代に、生活文化情報誌パームスは約10万部を無料宅配する新しいスタイルの月刊誌としてスタートした。自治体や企業の広報誌のコンサルティングも手がけ、宮崎県串間市の『広報くしま』は全国広報コンクールで日本一にあたる特選を受賞。

## ITクリエイターとして
2012年、IPA（情報処理推進機構）が突出した人材を発掘するために実施している『未踏プロジェクト』に、WEB魚図鑑を汎用化するアイデアとして、当時大学院生だったスタッフの直江憲一らが執筆した『Webで画像を集約する図鑑作成プラットフォーム』が採択。その事業化をめざして、2013年3月に株式会社ズカンドットコムを設立。同年、KDDIのインキュベーションプログラム『ムゲンラボ』第５期に採択され、成果発表にあたるデモデイで、会場の投票で選ぶオーディエンス賞、グローバルクリエイト賞を受賞した。未踏の同期にグノシー、ムゲンラボの同期にアオイゼミ、スマオク、トキウム、自転車創業など。
投稿型の魚図鑑であるWEB魚図鑑は、1999年4月、ニフティサーブが開発した日本初の画像投稿掲示板パレットを、釣りフォーラムで運用する中で生まれた。当時、インターネットの普及期であると同時に、デジカメや携帯電話の普及期であったこともWEB魚図鑑の成長を後押しした。写真AI判定アプリ・魚みっけ（2014）は、WEB魚図鑑の数万点の写真データをAIの学習素材として作られた。
暗号資産c0ban（コバン）の開発で得られたブロックチェーンの知見を生かして、『WEBに健全な報酬系をもたらす』をテーマに暗号資産『ガレオン（Galleon）』の開発に取り組み、IPA（情報処理推進機構）『未踏アドバンス』の一次審査をパスしたものの、その後、暗号資産の信頼性をゆるがす事案が頻発する中で採択は見送られた。
2014年、エルピクセル株式会社との共同で、ライフサイエンス分野の論文集積プラットフォーム『ゼミログ』を開設。2015年、株式会社オモロキとの共同で4文字しか使えないコミュニケーションアプリ『ping』を開発・リリースした。
2025年4月、子どもが自分が描きたい塗り絵の原画を作れる『AIぬりえ』アプリ（iOS版）をリリース。テキスト入力に頼らず、「何が（名詞）＋どうしてる（動詞）」の組み合わせを選ぶ新しい言葉のインターフェースが特徴。同アプリのプレスリリースは、プレスウォーカーの月間最優秀プレスリリースを受賞。
2025年5月、AIを活用したブライダル音楽作曲サービス『EVER TONE（エバートーン）』をリリース。

## 世界初と思われる業績
- 1999年、静的コンテンツであるホームページが普及し始めた時代に、投稿型ネット図鑑、WEB魚図鑑を公開した。
- 2001年、主に魚の同定のために開設した掲示板『さかなBBS』とWEB魚図鑑の魚種別ページをリンクすることで、1枚の魚の写真が同定されるまでの議論を関連付けた。このコンテンツとコミュニティのリアルタイム連携は当時、前例がなかったと思われる。
- 2014年、魚の写真をもとにディープラーニングの技術を用いて魚種を判定するスマートフォンアプリ『魚みっけ』をリリースした。

## メディア
- 『Mの国発見テレビ』コメンテーター（NHK宮崎放送局）
- 『まっぽしビート』パーソナリティ（エフエム福岡）
- 『山出のロックバイロック』パーソナリティ（エフエム福岡）
- 『山下健二郎のトーク・ライク・フィッシング』（NHKラジオ第一放送）

## インタビューした人物
- 梅原猛（哲学者）
- 萩本欽一（タレント）
- 木村庄之助 (35代)（大相撲行司）
- やまさき十三（漫画原作者）
- 井上康生（柔道）
- 原辰徳（プロ野球）
- 青木宣親（プロ野球）
- 松田丈志（水泳）
- 山本寛斎（デザイナー）
- 鮎川誠（ミュージシャン）
- 石橋凌（ミュージシャン）
- 憂歌団（ミュージシャン）
- 大山志保（プロゴルファー）
- 横峯さくら（プロゴルファー）
- うえやまとち（漫画家）

## 論文
市民科学の観点から、魚類の研究においてインターネット上の活動がもたらす可能性についての論文が複数ある。いずれも共著。
- Usefulness of a Japanese internet community for fish conservation
- Biological monitoring by citizens using Web-based photographic databases of fishes

## 講演
- 日本農業新聞通信員研修会
- 新ひむかづくり運動講演会
- 朝倉市（旧甘木市）まちづくり講演会
- 宮崎県広報担当者研修会　など